# Jarédites
Les Jarédites sont un peuple hypothétique mentionné par le Livre de Mormon. Dieu les aurait conduits de la tour de Babel jusqu'en Amérique, « terre promise ». Leur nation aurait compté à un moment donné[Quand ?] des millions d'âmes, mais selon le récit, ils furent détruits par une guerre civile causée par la « méchanceté ».